# バディーア・ポレージネ
バディーア・ポレージネ（伊: Badia Polesine）は、イタリア共和国ヴェネト州ロヴィーゴ県にある、人口約10,000人の基礎自治体（コムーネ）。

## 地理

### 位置・広がり

#### 隣接コムーネ
隣接するコムーネは以下の通り。括弧内のVRはヴェローナ県、PDはパドヴァ県所属を示す。
- カンダ
- カスタニャーロ (VR)
- カステルバルド (PD)
- ジャッチャーノ・コン・バルケッラ
- レンディナーラ
- マージ (PD)
- ピアチェンツァ・ダーディジェ (PD)、
- テッラッツォ (VR)
- トレチェンタ

### 気候分類・地震分類
バディーア・ポレージネにおけるイタリアの気候分類 (it) および度日は、zona E, 2355 GGである。
また、イタリアの地震リスク階級 (it) では、zona 3 (sismicità bassa) に分類される。

## 行政

### 分離集落
バディーア・ポレージネには、以下の分離集落（フラツィオーネ）がある。
- Crocetta, Salvaterra, Villa d'Adige, Villafora

## 姉妹都市
- Estepa、スペイン
- Saint-Thibault-des-Vignes、フランス